# Герб Нерчинского района
Герб муниципального образования  Нерчинского района Забайкальского края Российской Федерации.
Герб утверждён Решением № 328 Думы Совета муниципального района «Нерчинский район» 6 декабря 2011 года.
Герб внесён в Государственный геральдический регистр Российской Федерации под регистрационным номером 7344.

## Описание герба
«В серебряном поле над выходящими по краям склонами, каждый из которых состоит из лазоревой, червлёной, золотой и зелёной глыб, увеличивающихся сверху вниз; чёрный, с золотыми глазами, клювом и когтями, обернувшийся орёл, летящий влево с распростёртыми и воздетыми крыльями и несущий в лапах положенный косвенно слева червлёный лук с золотой тетивой вниз». 
Герб муниципального района «Нерчинский район» в соответствии с Методическими рекомендациями по разработке и использованию официальных символов муниципальных образований (Раздел 2, Глава VIII, п.п. 45-46), утверждёнными Геральдическим советом при Президенте Российской Федерации 28 июня 2006 года может воспроизводиться со статусной короной установленного образца.

## Описание символики
Современный герб муниципального района «Нерчинский район» составлен по геральдическим правилам и выполнен в стиле исторической знаково-геральдической системы.
Символика фигур на гербе муниципального района «Нерчинский район» многозначна:

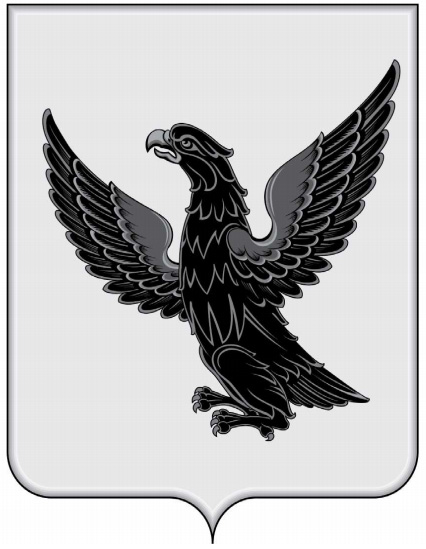
Герб Нерчинска

центральная фигура герба, его главный символ — орел, идентичен орлу из герба Нерчинского пехотного полка 1764 года, утверждённого Екатериной II, при составлении которого был использован герб города Нерчинска, составленный в 1720-х гг. и утверждённый верховной властью в 1730 году с описанием: «На серебре изображен орел одноглавый, держащий в когтях лук». В свою очередь этот герб был списан с государственной печати «Сибирские земли Даурских острогов» 1692 года, что являлось традицией в создании российских территориальных гербов в период укрепления русского централизованного государства и интенсивного освоения сибирских земель.
Образ орла активно употреблялся в территориальной символике Восточной Сибири XVII—XIX вв. Главные острожные города XVII в. Албазин, Якутск, Иркутск и Нерчинск в качестве своих городских символов имели летящего одноглавого орла в различных видовых изображениях.
С незапамятных времен существовал культ орла у сибирских коренных народов. Об этом свидетельствуют наскальные писаницы эпохи бронзового века с изображением орлов, во множестве открытые на территории Забайкалья академиком А. П. Окладниковым.
Изображение летящего орла символизирует укрепление восточных рубежей сферы российской государственности, преемственность поколений, героизм первопроходцев, которые осваивали эту землю, возводили на ней города, поселения, охраняли и защищали рубежи Отечества.
Лук в когтях орла символизирует мощь и неприкосновенность восточных границ России, а положение лука тетивой вниз означает употребление его в целях защиты и неприкосновенности рубежей государства.
Разноцветные глыбы в нижних углах щита — аллегория склонов гор, символ расположения Нерчинского района в обширной Нерчинской котловине, во впадине между Борщовочным и Нерчинско-Куэнгинским хребтами. Глыбы символизируют минерально-сырьевую базу Нерчинского района: месторождения серебра, золота, ювелирных и поделочных камней, в том числе берилла, турмалина, топаза, граната, а также декоративно-облицовочного сырья.
Серебряное поле щита символизирует первое собственное серебро в России, которое было добыто на Нерчинских рудниках Забайкалья в 1704 году.
Все фигуры, расположенные на гербовом щите, отражают историю Нерчинского района и аллегорически символизируют дружбу народов, живущих на его территории.
Червлень, зелень и золото герба муниципального района «Нерчинский район» находятся в едином цветовом решении с гербом Забайкальского края.
Серебро — символ чистоты, совершенства, мира и взаимопонимания.
Золото — символ богатства, справедливости, стабильности. Оно символизирует также Забайкальское казачье войско. Забайкальские казаки традиционно носили желтые лампасы, погоны и околыши, и темно-зеленые мундиры.
Чернь (чёрный цвет) — символ благоразумия, мудрости, скромности, честности.
Зелень — символ надежды, радости и изобилия.
Червлень (красный цвет) — символ труда, мужества, жизнеутверждающей силы и красоты.
Лазурь — символ возвышенных устремлений, искренности, преданности, возрождения.

## История герба
Герб разработан Союзом геральдистов России.
Авторы герба: идея герба — Константин Мочёнов (Химки); художник и компьютерный дизайн — Оксана Афанасьева (Москва); обоснование символики — Ирина Куренная (Чита), Вячеслав Мишин (Москва).